# Keten van Pappos

Een keten van Pappos. De middelpunten van de cirkels liggen op een ellips.

Illustratie van Pappos' stelling

In een arbelos is een keten van Pappos, vernoemd naar Pappos van Alexandrië, een keten van elkaar rakende cirkels, beginnend met een van de halve cirkels van de arbelos, en rakend aan de beide andere halve cirkels. 

## Eigenschappen
- Geef de van de keten van Pappos deel uitmakende halve cirkel uit de arbelos nummer 0, de ingeschreven cirkel van de arbelos nummer 1, enzovoorts. De opmerkelijke stelling die Pappos formuleerde, is dat een rij van {\displaystyle n+1} elkaar rakende congruente boven elkaar gerangschikte cirkels, beginnend met cirkel nummer {\displaystyle n} naar beneden, eindigt met een cirkel waarvan het middelpunt op de basislijn AB ligt. Of, anders geformuleerd, dat het middelpunt van deze cirkel met nummer {\displaystyle n} een afstand heeft van {\displaystyle 2nr_{n}} tot AB, waar {\displaystyle r_{n}} de straal is van cirkel nummer {\displaystyle n}.
- Neem aan dat de stralen van de twee kleine halve cirkels van de arbelos gelijk zijn aan {\displaystyle a} en {\displaystyle b}, dan is de straal van cirkel nummer {\displaystyle n} in de keten die begint met de cirkel met straal {\displaystyle a} gelijk aan

{\displaystyle r_{n}={\frac {ab(a+b)}{n^{2}a^{2}+b(a+b)}}}
- De middelpunten van de cirkels uit een keten van Pappos liggen op een ellips. De brandpunten van de ellips die hoort bij de keten van Pappos in de bovenste figuur zijn de middens van AB en AC.
- De onderlinge raakpunten van de cirkels uit een keten van Pappos liggen op een cirkel, de middencirkel van de twee halve cirkels waaraan de cirkels uit de keten allemaal raken.